# هيو بي. هيستر
هيو بي. هيستر (بالإنجليزية: Hugh B. Hester)‏ هو عسكري أمريكي، ولد في 5 أغسطس 1895 في كارولاينا الشمالية في الولايات المتحدة، وتوفي في 25 نوفمبر 1983 في آشفيل في الولايات المتحدة.

## وصلات خارجية
- هيو بي. هيستر على موقع مونزينجر (الألمانية)